# Helophora reducta
Helophora reducta là một loài nhện trong họ Linyphiidae.
Loài này thuộc chi Helophora. Helophora reducta được Eugen von Keyserling miêu tả năm 1886.